# Union Sundown
Union Sundown – piosenka skomponowana przez Boba Dylana, nagrana przez niego w maju 1983 r., wydana na albumie Infidels w listopadzie 1983 r. oraz jako strona B singla.

## Historia i charakter utworu
Utwór ten został nagrany w studiu A Power Plant w Nowym Jorku 2 maja 1983 r. Była to siedemnasta sesja nagraniowa tego albumu. Producentem sesji byli Mark Knopfler i Bob Dylan.
Piosenka ta, którą zapewne Dylan chciał nawiązać do zaangażowania w ruch związków zawodowych przez jego mentora Woody'ego Guthrie, broni ruchu związkowego, ale też jednocześnie go potępia za eksploatację i korupcję..
Gdy 1 maja 1983 r. Dylan zakończył nagrywanie albumu, piosenki tej nie było w żadnym spisie. Jednak problemy decyzyjne Dylana spowodowały kontynuację sesji nagraniowych, w wyniku których powstał  m.in. "Union Sundown". Następnie usunął on dwa znakomite utwory "Blind Willie McTell"  oraz "Foot to Pride" i zastąpił je jednym, zupełnie przeciętnym i płytkim "Union Sundown".
Dylan wykonywał ten utwór na koncertach z grupą Tom Petty and the Heartbreakers w 1986 r. Powrócił do niego w czasie wyborów prezydenckich w 1992 r. i wykonywał go z zespołem, który towarzyszył mu w Never Ending Tour.

## Muzycy
- Bob Dylan - wokal, harmonijka, keyboard, gitara
- Mark Knopfler – gitara
- Mick Taylor – gitara
- Alan Clark - instrumenty klawiszowe
- Robbie Shakespeare – gitara basowa
- Sly Dunbar – perkusja

## Dyskografia
Single
- "Sweetheart Like You"/"Union Sundown"

Albumy
- Infidels (1983)

## Wykonania piosenki przez innych artystów
- Rich Lerner - Napoleon in Rags (2001)

## Listy przebojów
| Rok  | Singel                                | Lista             | Pozycja |
| ---- | ------------------------------------- | ----------------- | ------- |
| 1983 | "Sweetheart Like You"/"Union Sundown" | Billboard Hot 100 | 55      |